# André Luciano da Silva
André Luciano da Silva, mais conhecido como Pinga (Fortaleza, 27 de abril de 1981), é um ex-futebolista brasileiro que atuava como meia.
Em sua passagem pelo Internacional, Pinga foi contratado por um contrato de 4 anos para substituir Tinga na parte esquerda do meio-campo, depois da conquista da Copa Libertadores da América de 2006, em agosto.
Em 2 de janeiro de 2013, Pinga é confirmado como novo reforço do Santos. Seu contrato com o clube foi até maio, coincidindo com o término do Campeonato Paulista, no qual o Peixe tentou o inédito tetracampeonato.. No entanto, o futebol que Pinga mostrou não agradou a torcida santista e nem tão pouco o técnico Muricy Ramalho, que nem o relacionava para o banco de reservas. Pinga atuou em apenas 4 jogos pelo Santos e não teve o seu contrato renovado.
Acertou, para a temporada de 2014, com o América-MG.

## Títulos
Internacional
- Sul-Americana: 2007

Seleção Brasileira
- Torneio Internacional de Toulon: 2002